# مارفن كارلسون
مارفن كارلسون (بالإنجليزية: Marvin Carlson)‏ هو مختص في الدراسات المسرحية ‏ أمريكي، ولد في 1935م.